# Натали Соколевская
Натали Викторовна Соколевская (13 сентября 1993, Гомель, Белоруссия) — актриса, модель, победительница конкурса Мисс Азербайджан 2015.

## Биография
Натали родилась 13 сентября 1993 года в Белоруссии. В Азербайджан впервые попала в 2003 году в возрасте 10 лет. Окончила Бакинскую среднеобразовательную школу номер 8, в том же году поступила в Витебский государственный медицинский университет на Факультет Фармации.

## Карьера
В 2015 году одержала победу на национальном конкурсе красоты «Мисс Азербайджан». После победы участвовала в рекламных и благотворительных мероприятиях. Дважды снялась в клипах у рэп-исполнителя «Аид». Стала лицом брендов ювелирных и меховых изделий. В 2015 году начала обучение актерскому мастерству в Истанбульской киноакадемии. В Турции карьера актрисы началась со съёмок в рекламе мобильной связи. Также приняла участие в съёмках комедийного сериала «Jet Sosyete». В 2020 году исполнила роль «Нади» — русской прислуги в одноимённом сериале "Hizmetçiler" (в переводе « Прислуги») транслирующийся по Kanal D.